# Electrician and Mechanic
Electrician and Mechanic (Electricista i mecànic) va ser una revista de ciència i tecnologia nord-americana publicada des de 1890 fins a gener de 1914 quan es va fusionar amb Modern Electrics per convertir-se en Modern Electrics & Mechanics. La nova editorial, Modern Publishing, va començar una sèrie de fusions i el títol de la revista va canviar tantes vegades que els bibliotecaris van començar a queixar-se. A l'octubre de 1915 el títol es va convertir en Popular Science i la revista que es va publicar en paper fins 2021, any en què Popular Science va canviar a un format totalment digital i va abandonar el format de revista el 2023.

## Origen

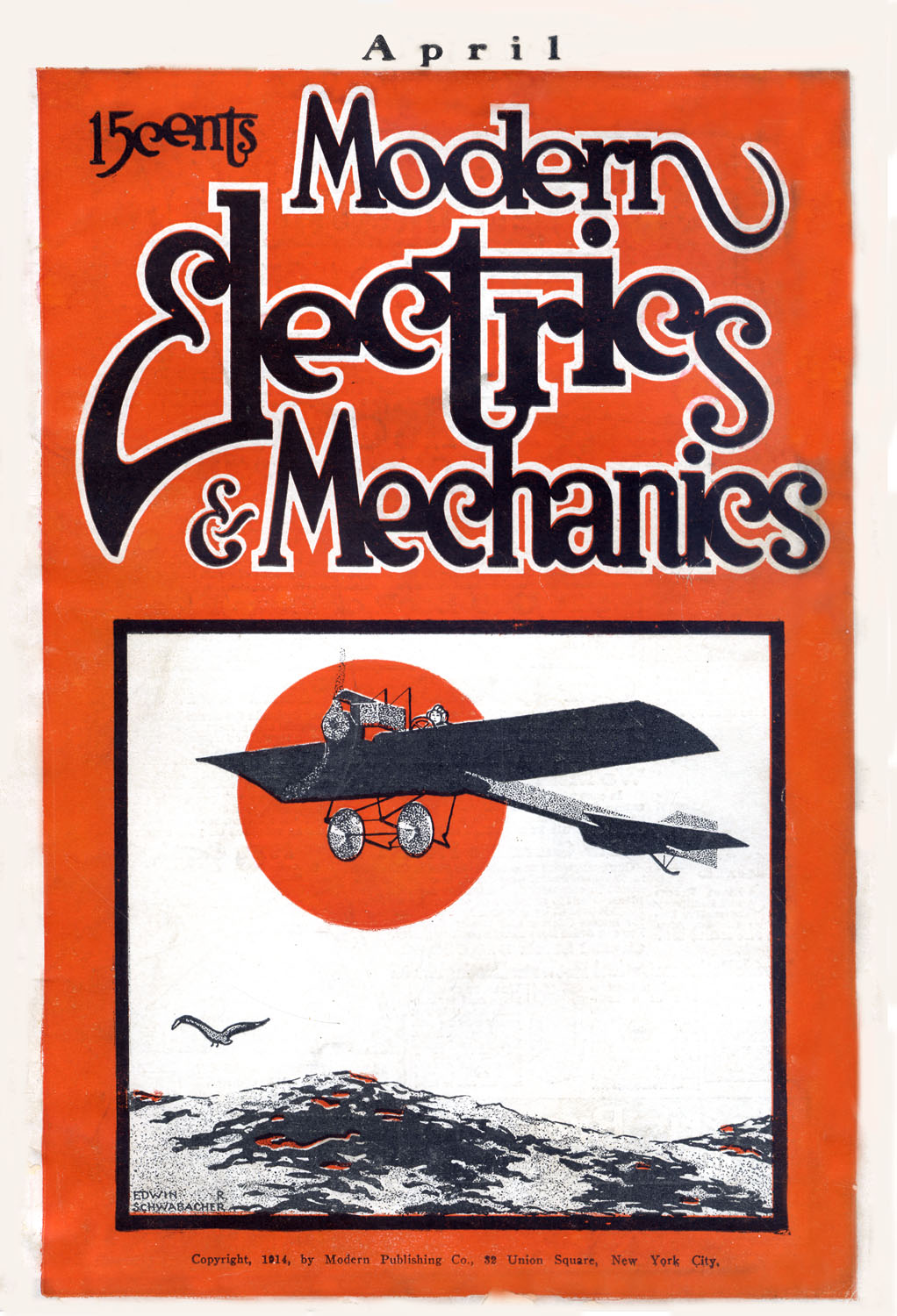
Abril de 1914.

Bubier's Popular Electrician (fundada el 1890) va ser adquirida per Frank R. Fraprie i la recentment formada Sampson Publishing Company al maig de 1906. Lo nom foguèt canviat a Electrician & Mechanic amb l'edicion de julhet. Els editors van ser Frank Fraprie, Arthur Eugene Watson i Mary Otis Sampson. Sampson també va ser la tresorera i directora de l'editorial. (Fraprie i Sampson es van casar el 1911. )
El 1912, Electrician and Mechanic havia absorbit tres revistes més; Amateur Work, Building Craft i Collins Wireless Bulletin. La revista tenia en general prop de 100 pàgines i cada tema incloïa una àmplia varietat de temes delectricitat, la ràdio sense fil, màquines, dibuix tècnic, el treball amb la fusta i la química. Hi va haver articles per als tècnics de ràdio, com "El càlcul de la inductància " que detalla la forma de dissenyar i el vent de les bobines per a un conjunt de telegrafia sense fils. Un mecànic expert podia llegir sobre “La Producció de precisió amb pas de rosca en un torn”. També hi havia articles per als lectors aficionats. Treballadors de la fusta podien trobar plans per a una butaca o una bústia de correu simple.

## Canvis de títol
| Dates                               | Títol                                       | Volum i número                |
| ----------------------------------- | ------------------------------------------- | ----------------------------- |
| 1890 – juny de 1906                 | Bubier's Popular Electrician                | Vol. 1 No. 1 – Vol. 16 No. 6  |
| Juliol de 1906 – desembre del 1913  | Electrician and Mechanic                    | Vol. 17 No. 1 – Vol. 27 No. 6 |
| Gener de 1914 – juny del 1914       | Modern Electrics and Mechanics              | Vol. 28 No. 1 – 6             |
| Juliol de 1914 – desembre del 1914  | Popular Electricity and Modern Mechanics    | Vol. 29 No. 1 – 6             |
| Gener de 1915 – març del 1915       | Modern Mechanics                            | Vol. 30 No. 1 – 3             |
| Abril de 1915 – setembre del 1915   | World's Advance                             | Vol. 30 No. 4 – Vol. 31 No 3  |
| Octubre de 1915 – desembre del 1915 | Popular Science Monthly and World's Advance | Vol. 87 No. 4 – No. 6         |
| Gener de 1916 –                     | Popular Science Monthly                     | Vol. 88 No. 1 –               |

Font dels volums i números: Catàleg dels comentaris d'Autor, Volum 9 i 10. Gener 1914 a desembre de 1915.

## Portades i pàgines

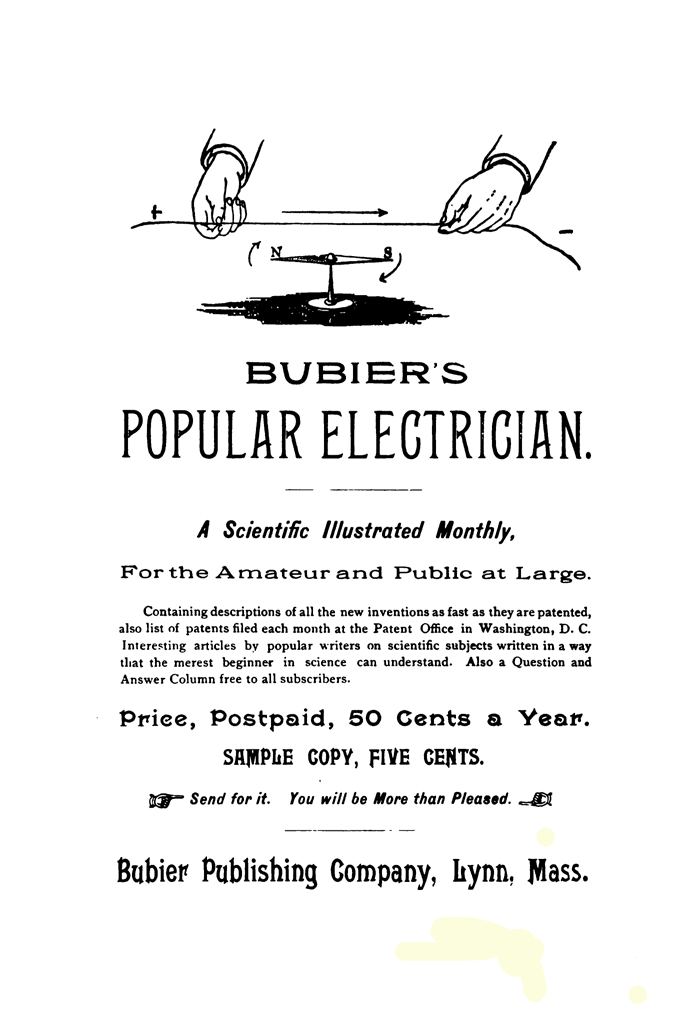
1893 Anunci deBubier's Popular Electrician
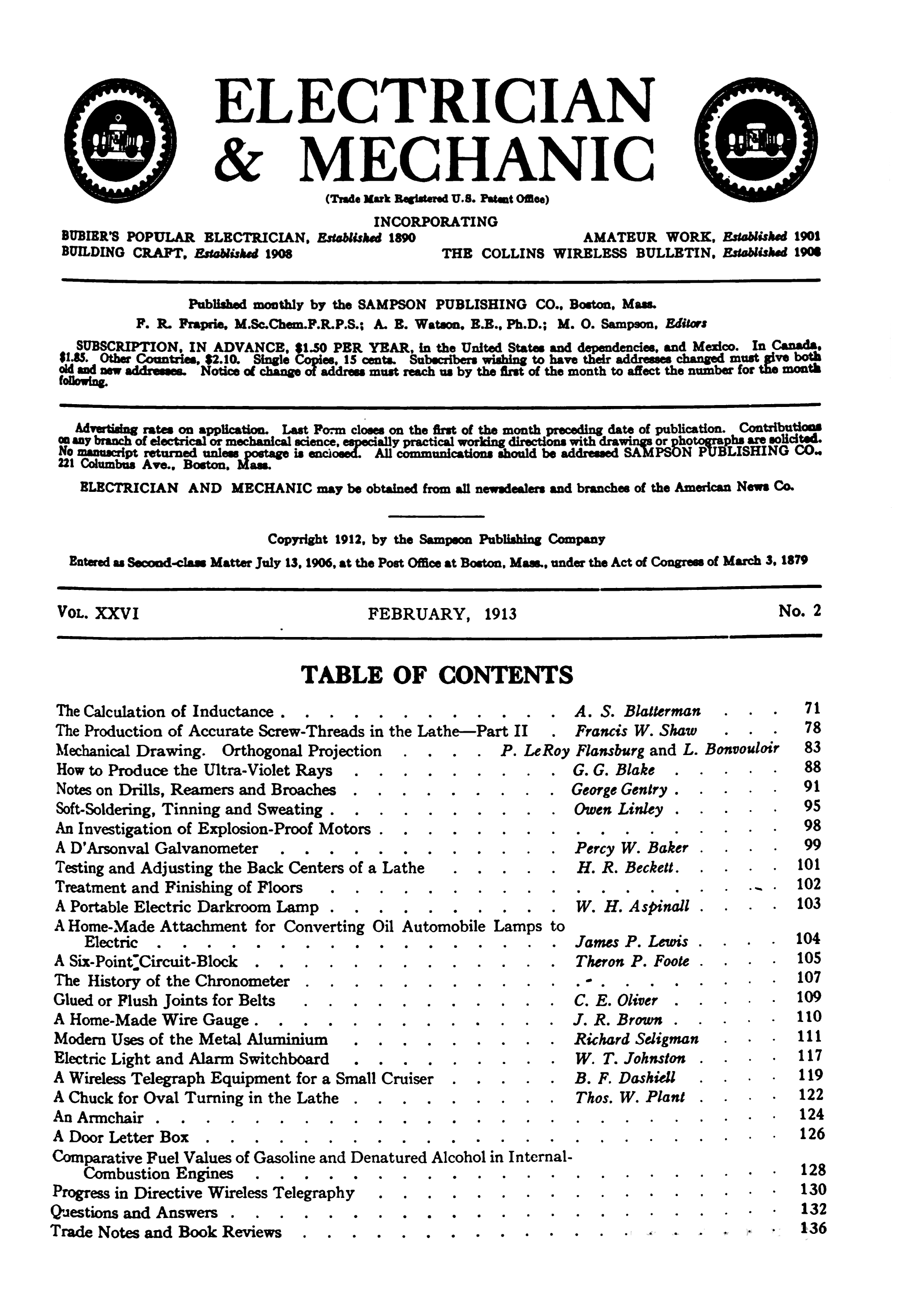
Electrician and Mechanic contingut de febrer de 1913
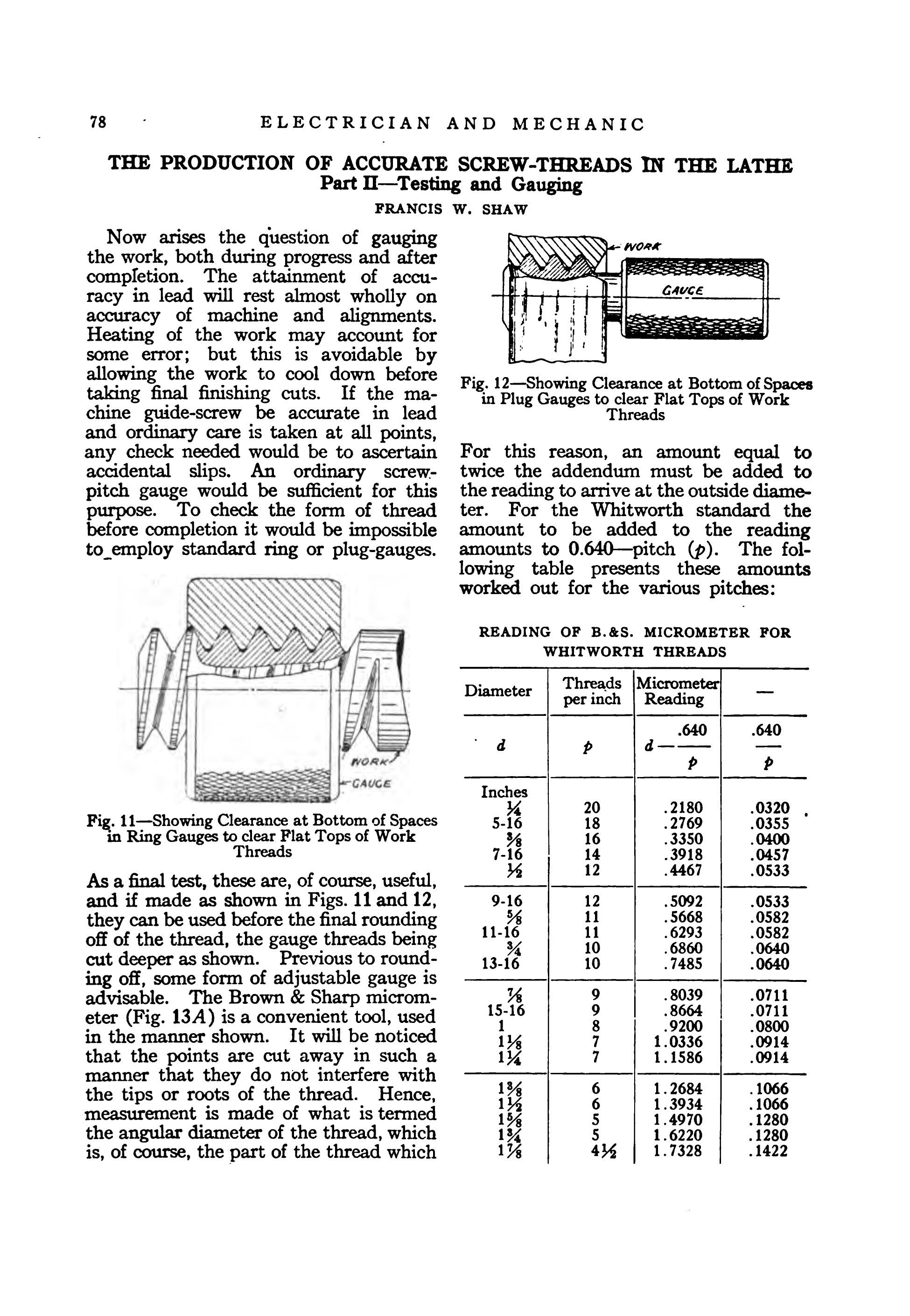
Electrician and Mechanic Febrer de 1913
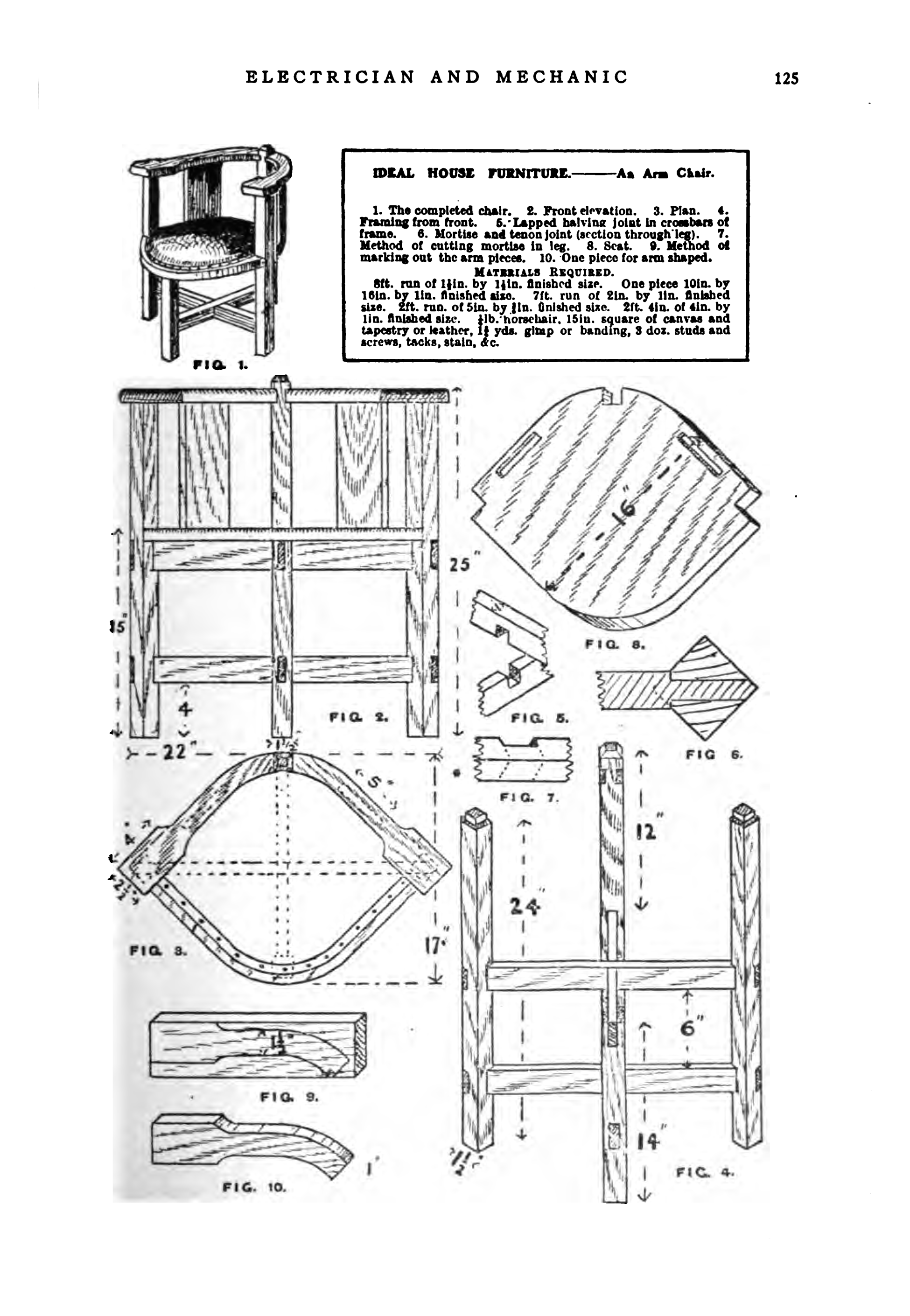
Electrician and Mechanic Febrer de 1913 braç de la silla
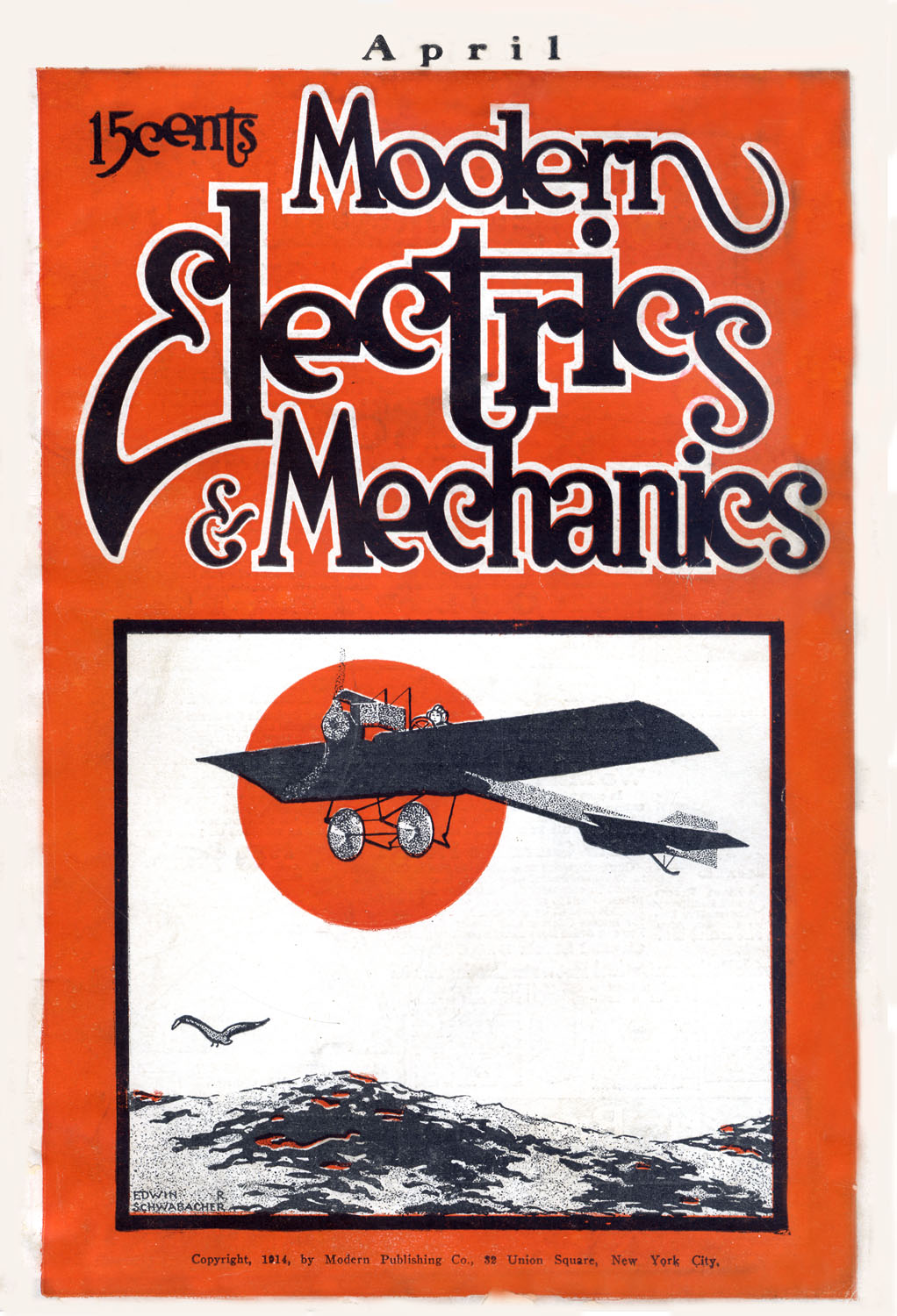
Modern Electrics and Mechanics Abril de 1914
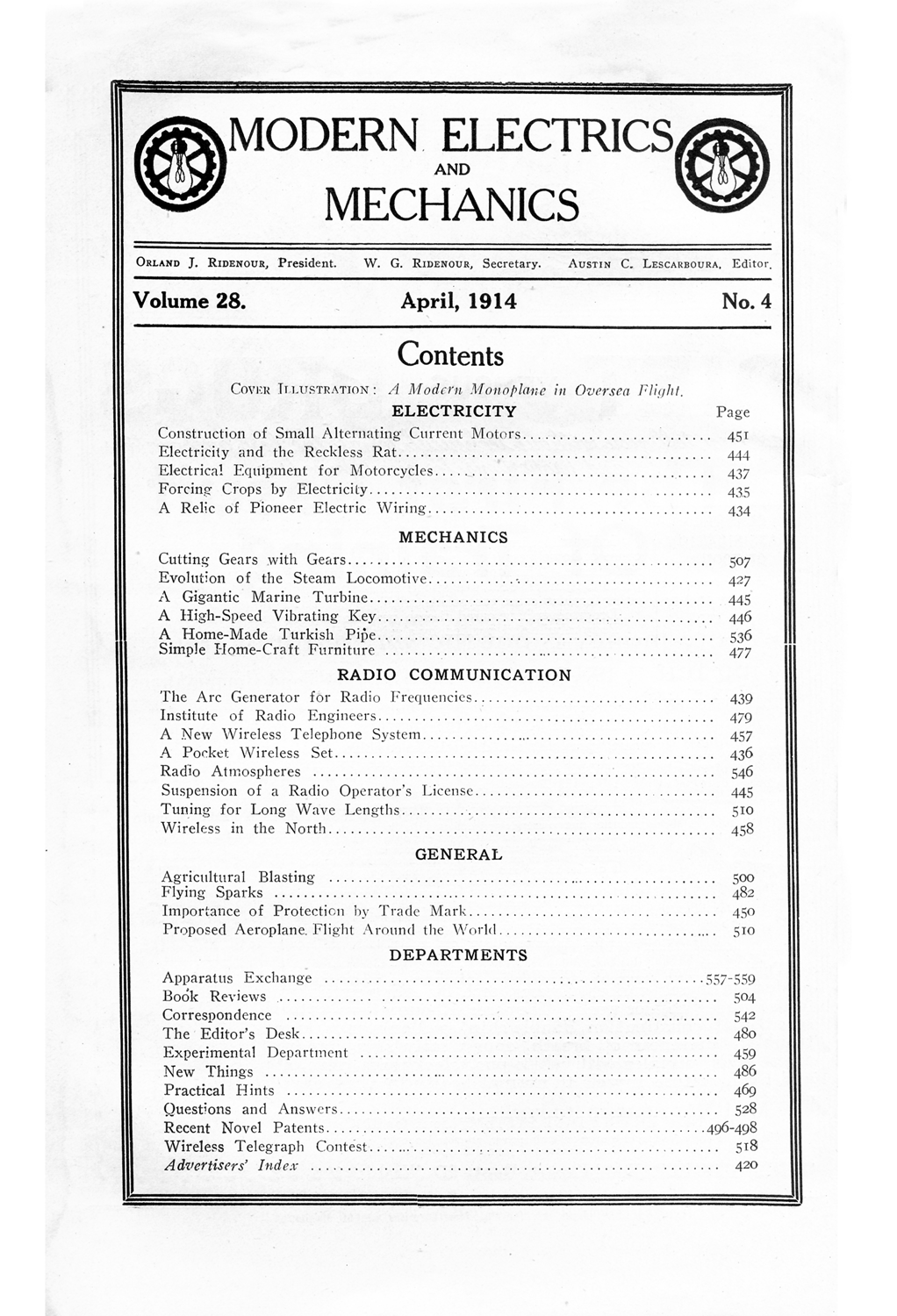
Modern Electrics and Mechanics Abril de 1914
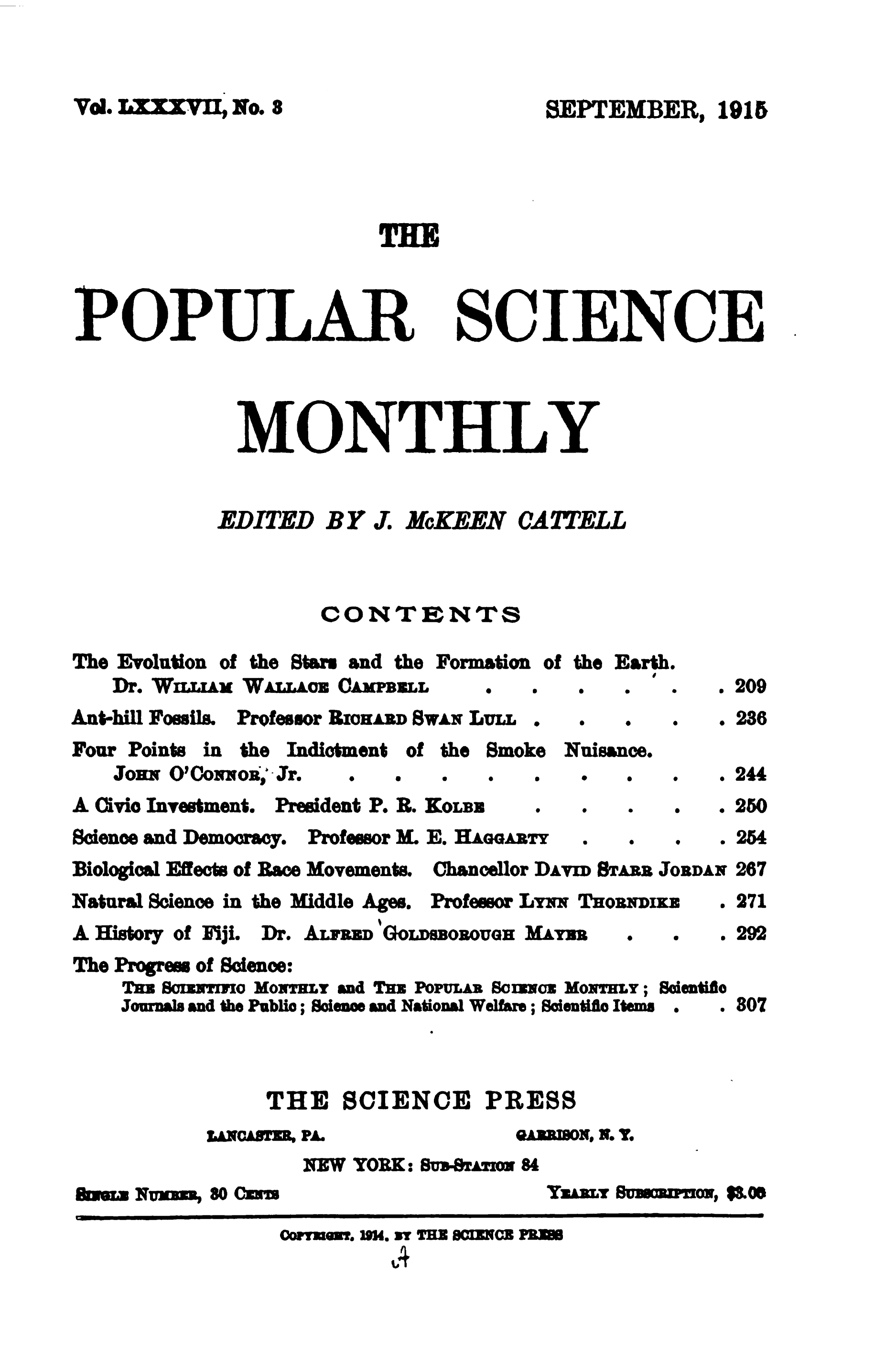
Popular Science Monthly Setembre de 1915
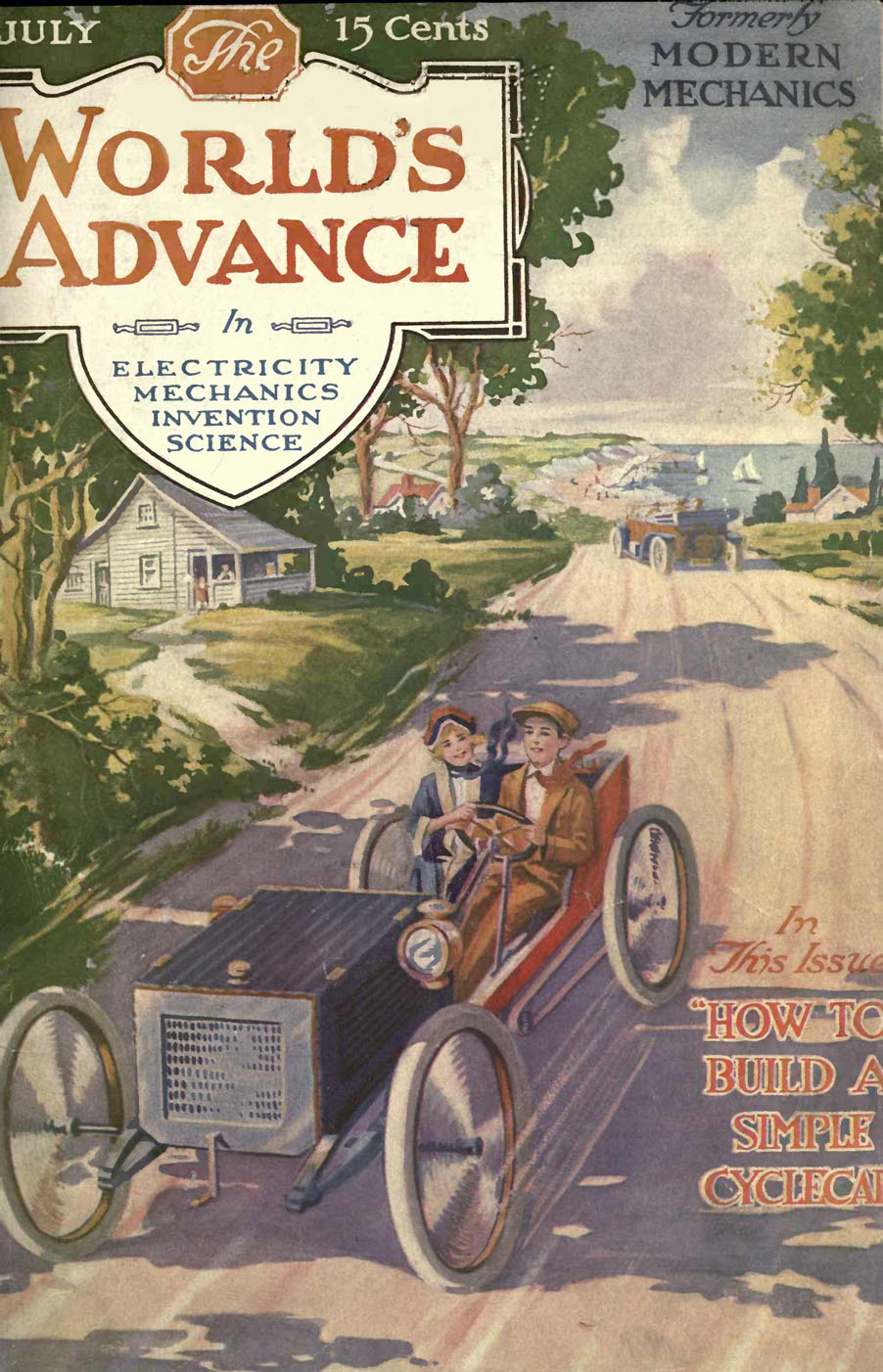
World's AdvanceJuliol de 1915
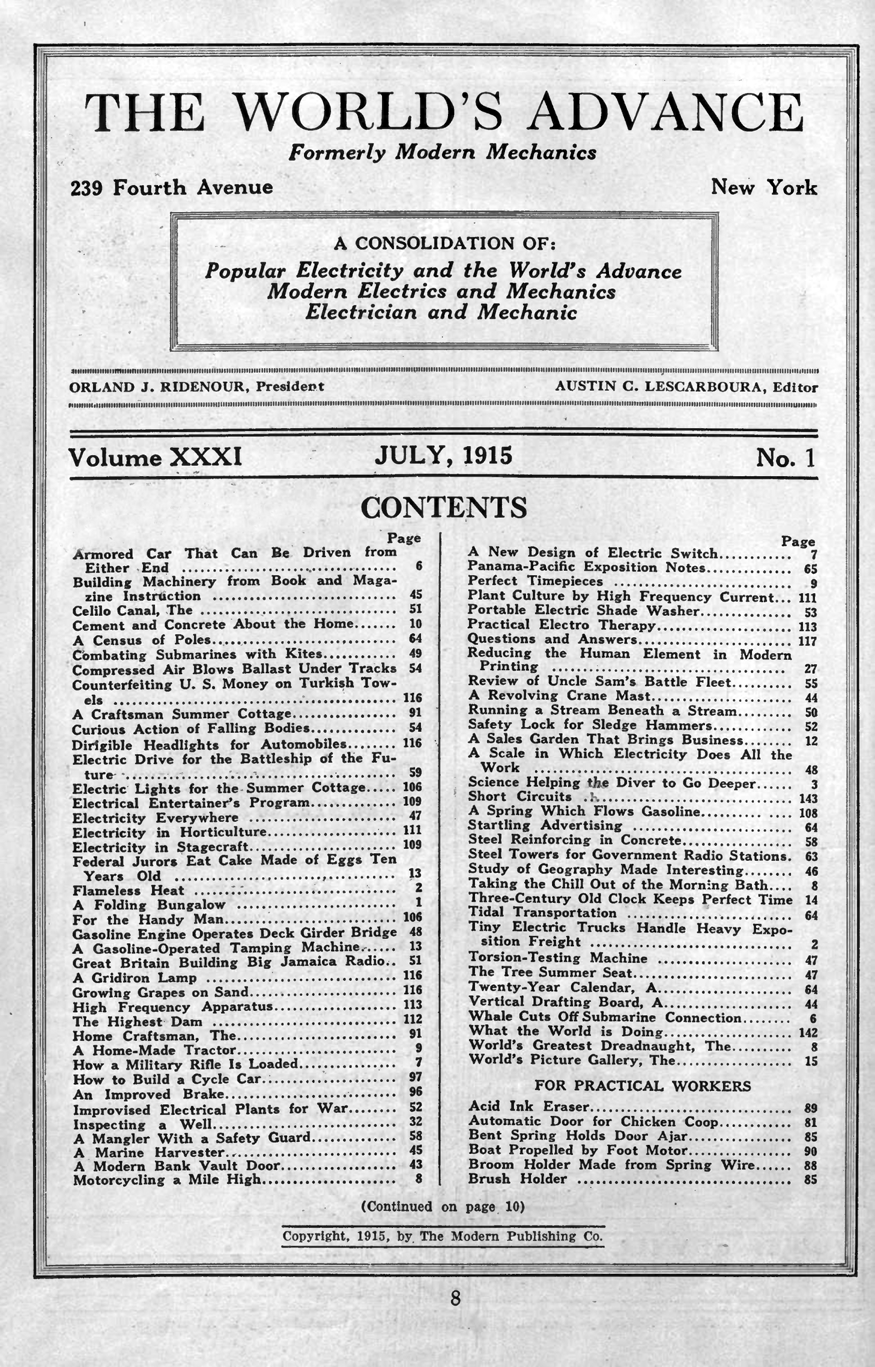
World's AdvanceJuliol de 1915 Contingut
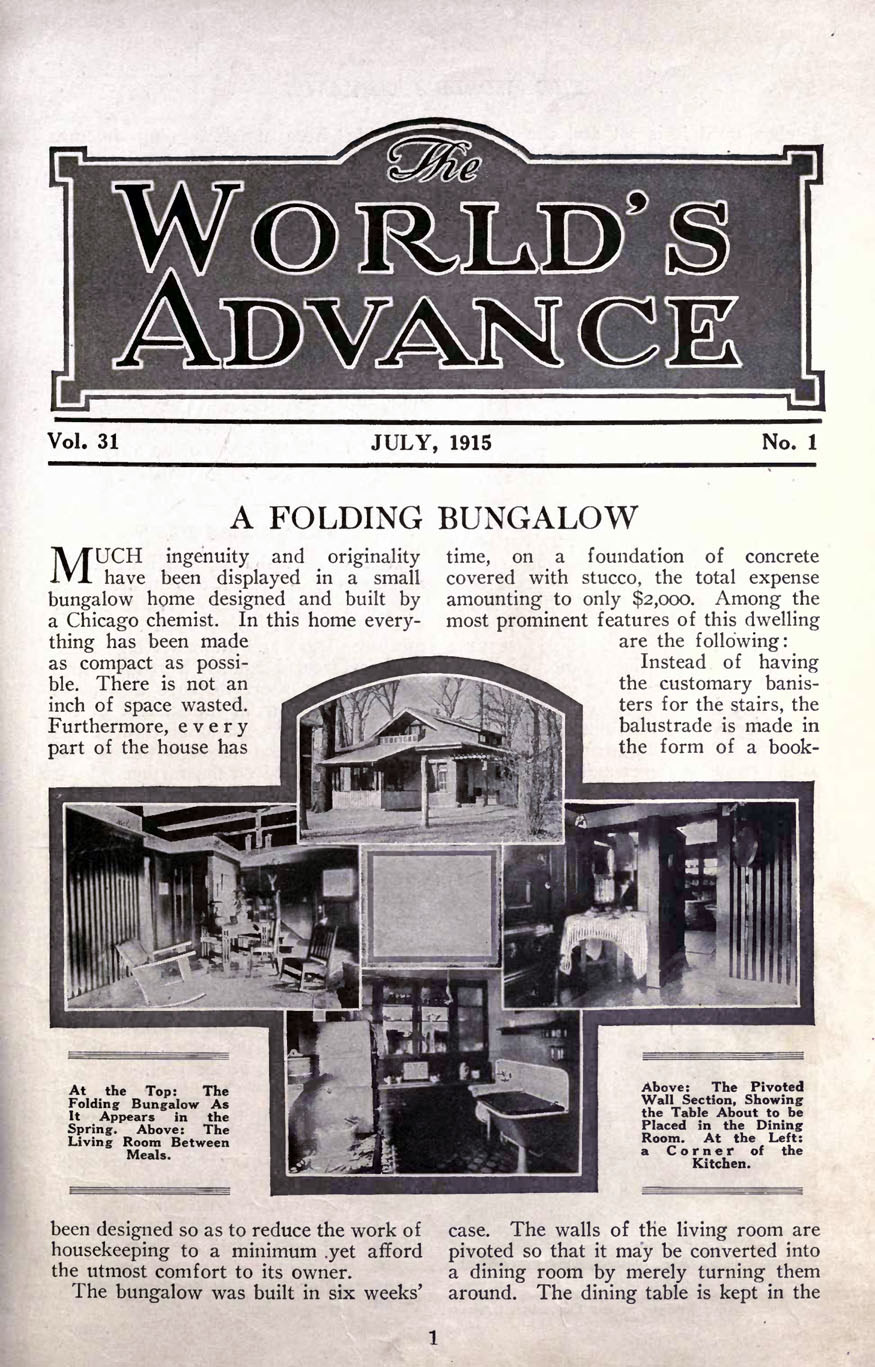
World's AdvanceJuliol de 1915
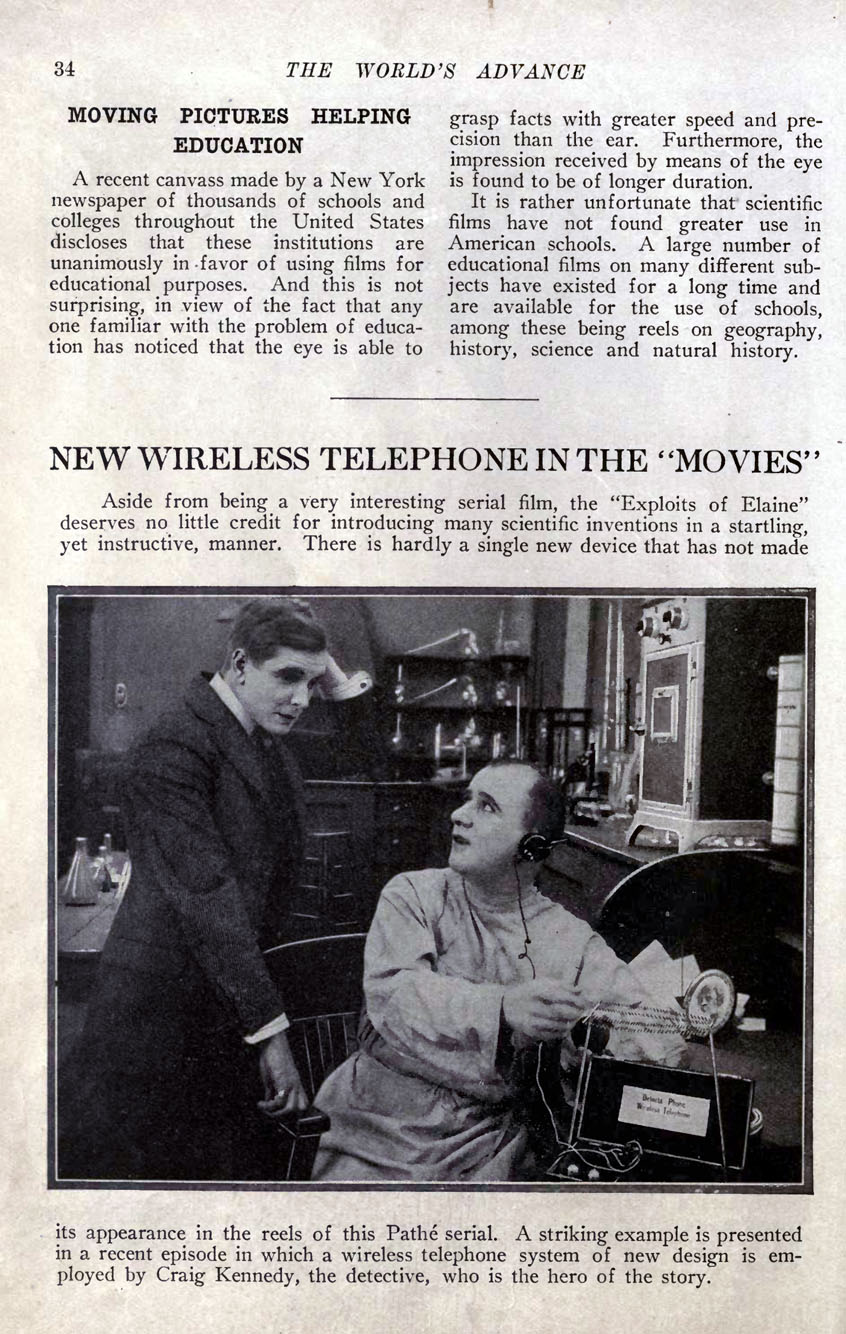
World's AdvanceJuliol de 1915
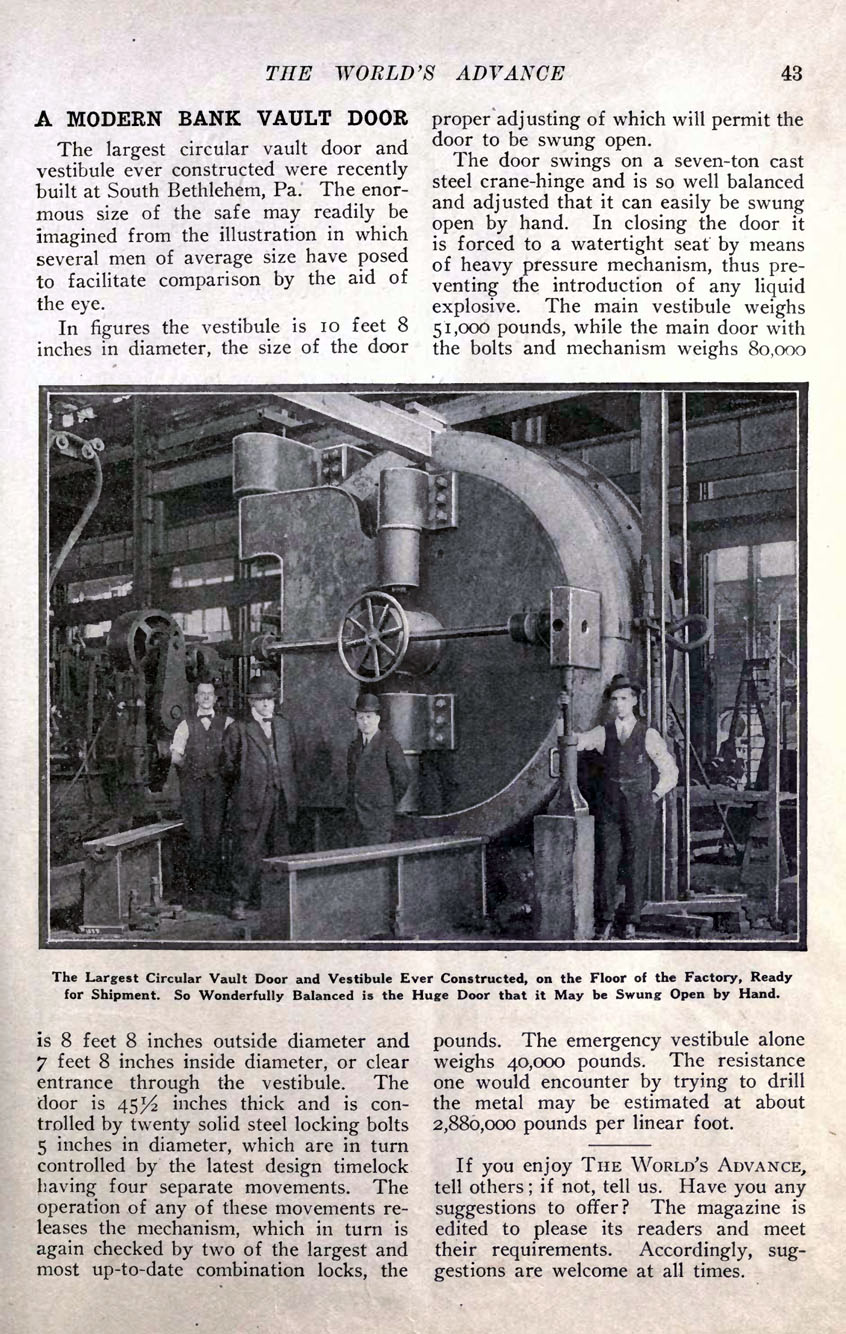
World's AdvanceJuliol de 1915

## Publicacions
- Electrician and Mechanic (gener-juny de 1912) de la Universitat Harvard Biblioteca de llibres de Google
- Electrician and Mechanic (gener-juny de 1913) de la Universitat Harvard Biblioteca de llibres de Google
- Popular Science Monthly maig 1872 a setembre de 1915 de la Biodiversity Heritage Library
- Modern Mechanics and World's Advance (gener-juny de 1915) de Prelinger Biblioteca a Internet Archive
- World's Advance (juliol–setembre de 1915) de la Biblioteca Prelinger a Internet Archive
- Popular Science Monthly (gener-juny de 1918) de New York Public Library a Google Books